# 阿塞拜疆人民阵线党
阿塞拜疆人民阵线党，阿塞拜疆政党，于1989年由阿布法兹·埃利奇别伊创建，自1993年军事政变以来就一直是盖达尔·阿利耶夫及伊利哈姆·阿利耶夫独裁政权的主要反对者之一。
1989年该党成立时是一反苏政治运动，党内的知识分子质疑关于1920年苏联接管阿塞拜疆的官方叙事，组织了众多反苏示威游行，并推动了阿塞拜疆独立。在阿塞拜疆独立之后，该党向仍控制阿塞拜疆的老共产党人施压，要求建立议会及允许自由选举，于1992年向阿塞拜疆首任总统阿亚兹·穆塔利博夫要求民主改革，在其试图自我政变以取消1992年总统选举之后将其赶下台。该党党魁阿布法兹·埃利奇别伊于1992年选举中被选为总统。
该党政策强调民主、法治、世俗主义，人权、宗教自由、及对少数民族的保护。
在埃利奇别伊于1993年政变中被赶下台后，该党曾多次被禁止参加选举，与其有关的知名人士亦被阿塞拜疆政府监视。该党本身因此亦曾多次抵制选举。